# Châteaufort (Alpes de Alta Provenza)
 Châteaufort  es una población y comuna francesa, situada en la región de Provenza-Alpes-Costa Azul, departamento de Alpes de Alta Provenza, en el distrito de Forcalquier y cantón de La Motte-du-Caire.

## Etimología
El nombre actual de la ciudad tiene su origen en el occitano (Castro forti) y apareció por primera vez alrededor del año 1030. Según el matrimonio Fénié, el topónimo antiguo (Entraix) lleva la raíz precelta tr-.

## Demografía
| 42 | 29 | 26 | 25 | 30 | 28 |
| Para los censos de 1962 a 1999 la población legal corresponde a la población sin duplicidades (Fuente: INSEE [Consultar]) |    |    |    |    |    |